# Blacula
Blacula és una pel·lícula de vampirs dirigida el 1972 per William Crain. La pel·lícula reprèn el tema de Dràcula adaptant-lo a la blaxploitation. La pel·lícula originà una continuació l'any següent, el 1973: Scream Blacula Scream. Ha estat doblada al català.

## Argument
El 1780, el Príncep Mamuwalde és transformat en vampir haver retut visita a Dràcula. Condemnat a viure en un taüt, és despertat el 1972 i sembra el terror a Los Angeles.

## Repartiment[3]
- William Marshall: Mamuwalde / Blacula
- Vonetta McGee: Luva / Tina
- Denise Nicholas: Michelle
- Gordon Pinsent: Tinent Peters
- Charles Macaulay: Comte Dràcula
- Thalmus Rasulala: Dr. Gordon Thomas
- Emily Yancy: Nancy
- Ted Harris: Bobby McCoy
- Rick Metzler: Billy Schaffer